# Elecciones municipales de 2015 en la provincia de León
Las elecciones municipales de 2015 en la provincia de León se celebraron el día 24 de mayo.

## Resultados por número de alcaldes
| Partido                      | Alcaldes salientes | Alcaldes electos | Diferencia |
| ---------------------------- | ------------------ | ---------------- | ---------- |
|                              | 144                | 112              | 32         |
|                              | 58                 | 70               | 12         |
| UPL                          | 7                  | 15               | 8          |
| Independientes               | 0                  | 7                | 7          |
| Ciudadanos Rurales Agrupados | 0                  | 3                | 3          |
|                              | 0                  | 2                | 2          |
|                              | 0                  | 1                | 1          |
|                              | 0                  | 1                | 1          |
| No Adscritos                 | 2                  | 0                | 2          |

## Alcaldes salientes y alcaldes electos en municipios de más de 2.000 habitantes
| Municipio               | Población | Alcalde saliente           | Partido     | Alcalde electo o reelecto        | Partido |
| ----------------------- | --------- | -------------------------- | ----------- | -------------------------------- | ------- |
| León                    | 129.551   | Emilio Gutiérrez Fernández |             | Antonio Silván                   |         |
| Ponferrada              | 67.367    | Samuel Folgueral Arias     | No Adscrito | Gloria Fernández Merayo          |         |
| San Andrés del Rabanedo | 31.741    | Gregorio Chamorro          |             | María Eugenia Gancedo            |         |
| Villaquilambre          | 18.456    | Manuel García              |             | Manuel García                    |         |
| Astorga                 | 11.633    | Victorina Alonso           |             | Arsenio García Fuentes           |         |
| La Bañeza               | 10.595    | José Miguel Palazuelo      |             | José Miguel Palazuelo            |         |
| Villablino              | 9.784     | Ana Luisa Durán            |             | Mario Rivas                      |         |
| Bembibre                | 9.633     | José Manuel Otero Merayo   |             | José Manuel Otero Merayo         |         |
| Valverde de la Virgen   | 7.275     | David Fernández            |             | David Fernández                  |         |
| Cacabelos               | 5.337     | Adolfo Canedo              |             | Sergio Álvarez de Arriba         |         |
| Valencia de Don Juan    | 5.204     | Juan Martínez Majo         |             | Juan Martínez Majo               |         |
| Fabero                  | 4.956     | José Ramón Cerezales       |             | María Paz Martínez Ramón         |         |
| Sariegos                | 4.819     | Ismael Lorenzana           |             | Juan Carlos Llamazares Fernández |         |
| La Robla                | 4.387     | Ángel Suárez               |             | Santiago Dorado Cañón            |         |
| Camponaraya             | 4.131     | Miguel García Enríquez     |             | Eduardo Morán Pacios             |         |
| La Pola de Gordón       | 3.653     | Francisco Castañón         |             | Juan Carlos Lorenzana Ordiz      |         |
| Carracedelo             | 3.630     | Raúl Valcarce              |             | Raúl Valcarce                    |         |
| Cistierna               | 3.489     | Nicanor Sen                |             | Nicanor Sen                      |         |
| Toreno                  | 3.481     | Pedro Muñoz                |             | Laureano González Álvarez        |         |
| Villafranca del Bierzo  | 3.251     | Concepción López           |             | José Manuel Pereira              |         |
| Villarejo de Órbigo     | 3.194     | María Estrella Fernández   |             | Joaquín Llamas Redondo           |         |
| Santa María del Páramo  | 3.157     | Miguel Ángel del Egido     |             | Alicia Gallego González          | UPL     |
| Sahagún                 | 2.783     | Emilio Redondo             |             | Lisandro García de la Viuda      |         |
| Benavides               | 2.666     | Ana Rosa Sopeña            |             | Ana Rosa Sopeña                  |         |
| Chozas de Abajo         | 2.449     | Roberto López              |             | Santiago Jorge Santos            |         |
| Carrizo de la Ribera    | 2.433     | José Luis Martínez         |             | Julio Seoanez Chana              |         |
| Torre del Bierzo        | 2.352     | Manuel Merayo              |             | Gabriel Folgado                  |         |
| Vega de Espinareda      | 2.321     | Santiago Rodríguez         |             | Santiago Rodríguez               |         |
| Valdefresno             | 2.124     | José Pellitero             |             | José Pellitero                   |         |
| Toral de los Vados      | 2.068     | Pedro Fernández            |             | Pedro Fernández                  |         |
| Santa Marina del Rey    | 2.043     | Francisco Javier Álvarez   |             | Francisco Javier Álvarez         |         |

## Resultados en los municipios de más de 2.000 habitantes

### Astorga
- 17 concejales a elegir
- Alcaldesa saliente: Victorina Alonso - PSOE
- Alcalde electo: Arsenio García Fuentes - PP

|              |              |       |        |  |  |  |  |  |
| Censo        | Censo        | 9.456 | 100%   |  |  |  |  |  |
| Abstenciones | Abstenciones | 3.020 | 31,94% |  |  |  |  |  |
| Votantes     | Votantes     | 6.436 | 68,06% |  |  |  |  |  |
| Blancos      | Blancos      | 112   | 1,79&  |  |  |  |  |  |
| Nulos        | Nulos        | 170   | 2,64%  |  |  |  |  |  |
| Válidos      | Válidos      | 6.266 | 97,36% |  |  |  |  |  |

### La Bañeza
- 17 concejales a elegir
- Alcalde saliente: José Miguel Palazuelo - PSOE
- Alcalde electo: José Miguel Palazuelo - PSOE

|              |              |       |        |  |  |  |  |  |
| Censo        | Censo        | 8.489 | 100%   |  |  |  |  |  |
| Abstenciones | Abstenciones | 3.209 | 37,80% |  |  |  |  |  |
| Votantes     | Votantes     | 5.280 | 62,20% |  |  |  |  |  |
| Blancos      | Blancos      | 125   | 2,44%  |  |  |  |  |  |
| Nulos        | Nulos        | 155   | 2,94%  |  |  |  |  |  |
| Válidos      | Válidos      | 5.125 | 97,06% |  |  |  |  |  |

### Bembibre
- 13 concejales a elegir (17 en 2011)
- Alcalde saliente: José Manuel Otero Merayo - PP
- Alcalde electo: José Manuel Otero Merayo - PP

|              |              |       |        |  |  |  |  |  |
| Censo        | Censo        | 7.678 | 100%   |  |  |  |  |  |
| Abstenciones | Abstenciones | 2.654 | 34,57% |  |  |  |  |  |
| Votantes     | Votantes     | 5.024 | 65,43% |  |  |  |  |  |
| Blancos      | Blancos      | 87    | 1,76%  |  |  |  |  |  |
| Nulos        | Nulos        | 91    | 1,81%  |  |  |  |  |  |
| Válidos      | Válidos      | 2.279 | 98,19% |  |  |  |  |  |

### Benavides
- 11 concejales a elegir
- Alcaldesa saliente: Ana Rosa Sopeña - PP
- Alcalde electo: Ana Rosa Sopeña - PP

|              |              |       |        |  |  |  |  |  |
| Censo        | Censo        | 2.301 | 100%   |  |  |  |  |  |
| Abstenciones | Abstenciones | 651   | 28,29% |  |  |  |  |  |
| Votantes     | Votantes     | 1.650 | 71,71% |  |  |  |  |  |
| Blancos      | Blancos      | 41    | 2,58%  |  |  |  |  |  |
| Nulos        | Nulos        | 62    | 3,76%  |  |  |  |  |  |
| Válidos      | Válidos      | 937   | 96,24% |  |  |  |  |  |

### Cacabelos
- 13 concejales a elegir
- Alcalde saliente: Adolfo Canedo - PP
- Alcalde electo: Sergio Álvarez de Arriba - PSOE

|              |              |       |        |  |  |  |  |  |
| Censo        | Censo        | 4.360 | 100%   |  |  |  |  |  |
| Abstenciones | Abstenciones | 1.130 | 25,98% |  |  |  |  |  |
| Votantes     | Votantes     | 3.219 | 74,02% |  |  |  |  |  |
| Blancos      | Blancos      | 50    | 1,59%  |  |  |  |  |  |
| Nulos        | Nulos        | 80    | 2,49%  |  |  |  |  |  |
| Válidos      | Válidos      | 3.139 | 97,51% |  |  |  |  |  |

### Camponaraya
- 11 concejales a elegir
- Alcalde saliente: Miguel García Enríquez - PSOE
- Alcalde electo: Eduardo Morán Pacios - PSOE

|              |              |       |        |  |  |  |  |  |
| Censo        | Censo        | 3.397 | 100%   |  |  |  |  |  |
| Abstenciones | Abstenciones | 826   | 24,32% |  |  |  |  |  |
| Votantes     | Votantes     | 2.571 | 75,68% |  |  |  |  |  |
| Blancos      | Blancos      | 36    | 1,43%  |  |  |  |  |  |
| Nulos        | Nulos        | 54    | 2,1%   |  |  |  |  |  |
| Válidos      | Válidos      | 2.517 | 97,9%  |  |  |  |  |  |

a Respecto a los resultados de Independientes por Camponaraya y MASS en 2011, cuyos cabezas de lista integran la candidatura de Cambiemos Camponaraya.

### Carracedelo
- 11 concejales a elegir
- Alcalde saliente: Raúl Valcarce - PP
- Alcalde electo: Raúl Valcarce - PP

|              |              |        |        |  |  |  |  |  |
| Censo        | Censo        | 3.062  | 100%   |  |  |  |  |  |
| Abstenciones | Abstenciones | 769    | 24,32% |  |  |  |  |  |
| Votantes     | Votantes     | 2.393  | 75,69% |  |  |  |  |  |
| Blancos      | Blancos      | 37     | 1,56%  |  |  |  |  |  |
| Nulos        | Nulos        | 19     | 0,79%  |  |  |  |  |  |
| Válidos      | Válidos      | 2.377% | 99,21% |  |  |  |  |  |

### Carrizo de la Ribera
- 11 concejales a elegir
- Alcalde saliente: José Luis Martínez - PSOE
- Alcalde electo: Julio Seoanez Chana - PSOE

|              |              |       |        |  |  |  |  |  |
| Censo        | Censo        | 2.091 | 100%   |  |  |  |  |  |
| Abstenciones | Abstenciones | 534   | 25,54% |  |  |  |  |  |
| Votantes     | Votantes     | 1.557 | 74,46% |  |  |  |  |  |
| Blancos      | Blancos      | 36    | 2,33%  |  |  |  |  |  |
| Nulos        | Nulos        | 11    | 0,71%  |  |  |  |  |  |
| Válidos      | Válidos      | 1.546 | 99,29% |  |  |  |  |  |

### Chozas de Abajo
- 11 concejales a elegir
- Alcalde saliente: Roberto López Luna - PP
- Alcalde electo: Santiago Jorge Santos - PSOE

|              |              |       |        |  |  |  |  |  |
| Censo        | Censo        | 2.119 | 100%   |  |  |  |  |  |
| Abstenciones | Abstenciones | 512   | 24,16% |  |  |  |  |  |
| Votantes     | Votantes     | 1.607 | 75,84% |  |  |  |  |  |
| Blancos      | Blancos      | 35    | 2,24%  |  |  |  |  |  |
| Nulos        | Nulos        | 46    | 2,86%  |  |  |  |  |  |
| Válidos      | Válidos      | 1.561 | 97,14% |  |  |  |  |  |

### Cistierna
- 11 concejales a elegir
- Alcalde saliente: Nicanor Sen - PSOE
- Alcalde electo: Nicanor Sen - PSOE

|              |              |       |        |  |  |  |  |  |
| Censo        | Censo        | 2.968 | 100%   |  |  |  |  |  |
| Abstenciones | Abstenciones | 794   | 26,75% |  |  |  |  |  |
| Votantes     | Votantes     | 2.174 | 73,25% |  |  |  |  |  |
| Blancos      | Blancos      | 81    | 3,88%  |  |  |  |  |  |
| Nulos        | Nulos        | 87    | 4,00%  |  |  |  |  |  |
| Válidos      | Válidos      | 2.093 | 96,00% |  |  |  |  |  |

### Fabero
- 11 concejales a elegir (13 en 2011)
- Alcalde saliente: José Ramón Cerezales - PP
- Alcalde electo: María Paz Martínez Ramón - PSOE

|              |              |       |        |  |  |  |  |  |
| Censo        | Censo        | 4.245 | 100%   |  |  |  |  |  |
| Abstenciones | Abstenciones | 976   | 22,99% |  |  |  |  |  |
| Votantes     | Votantes     | 3.269 | 77,01% |  |  |  |  |  |
| Blancos      | Blancos      | 47    | 1,48%  |  |  |  |  |  |
| Nulos        | Nulos        | 88    | 2,69%  |  |  |  |  |  |
| Válidos      | Válidos      | 3.181 | 97,31% |  |  |  |  |  |

b Respecto a los resultados del MASS en 2011, formación con la que concurrió el actual cabeza de lista de Ciudadanos.

### León
- 27 concejales a elegir
- Alcalde saliente: Emilio Gutiérrez Fernández - PP
- Alcalde electo: Antonio Silván - PP

|              |              |         |        |  |  |  |  |  |
| Censo        | Censo        | 104.249 | 100%   |  |  |  |  |  |
| Abstenciones | Abstenciones | 39.174  | 37,58% |  |  |  |  |  |
| Votantes     | Votantes     | 65.075  | 62,42% |  |  |  |  |  |
| Blancos      | Blancos      | 1.461   | 2,28%  |  |  |  |  |  |
| Nulos        | Nulos        | 1.116   | 1,71%  |  |  |  |  |  |
| Válidos      | Válidos      | 63.959  | 98,29% |  |  |  |  |  |

### La Pola de Gordón
- 11 concejales a elegir
- Alcalde saliente: Francisco Castañón - PP
- Alcalde electo: Juan Carlos Lorenzana Ordiz - IU

|              |              |       |        |  |  |  |  |  |
| Censo        | Censo        | 3.152 | 100%   |  |  |  |  |  |
| Abstenciones | Abstenciones | 969   | 30,74% |  |  |  |  |  |
| Votantes     | Votantes     | 2.183 | 69,26% |  |  |  |  |  |
| Blancos      | Blancos      | 26    | 1,21%  |  |  |  |  |  |
| Nulos        | Nulos        | 35    | 1,60%  |  |  |  |  |  |
| Válidos      | Válidos      | 2.148 | 98,40% |  |  |  |  |  |

### Ponferrada
- 25 concejales a elegir
- Alcalde saliente: Samuel Folgueral Arias - No adscrito
- Alcaldesa electa: Gloria Fernández Merayo - PP

|              |              |        |        |  |  |  |  |  |
| Censo        | Censo        | 54.655 | 100%   |  |  |  |  |  |
| Abstenciones | Abstenciones | 21.581 | 39,49% |  |  |  |  |  |
| Votantes     | Votantes     | 33.074 | 60,51% |  |  |  |  |  |
| Blancos      | Blancos      | 685    | 2,12%  |  |  |  |  |  |
| Nulos        | Nulos        | 719    | 2,17%  |  |  |  |  |  |
| Válidos      | Válidos      | 32.355 | 97,83% |  |  |  |  |  |

### La Robla
- 11 concejales a elegir
- Alcalde saliente: Ángel Suárez - PP
- Alcalde electo: Santiago Dorado Cañón - PSOE

|              |              |       |        |  |  |  |  |  |
| Censo        | Censo        | 3.582 | 100%   |  |  |  |  |  |
| Abstenciones | Abstenciones | 1.111 | 31,02% |  |  |  |  |  |
| Votantes     | Votantes     | 2.471 | 68,98% |  |  |  |  |  |
| Blancos      | Blancos      | 52    | 2,16%  |  |  |  |  |  |
| Nulos        | Nulos        | 68    | 2,75%  |  |  |  |  |  |
| Válidos      | Válidos      | 2.403 | 97,25% |  |  |  |  |  |

### Sahagún
- 11 concejales a elegir
- Alcalde saliente: Emilio Redondo - PP
- Alcalde electo: Lisandro García de la Viuda - PSOE

|              |              |       |        |  |  |  |  |  |
| Censo        | Censo        | 2.241 | 100%   |  |  |  |  |  |
| Abstenciones | Abstenciones | 531   | 23,69% |  |  |  |  |  |
| Votantes     | Votantes     | 1.710 | 76,31% |  |  |  |  |  |
| Blancos      | Blancos      | 30    | 1,80%  |  |  |  |  |  |
| Nulos        | Nulos        | 43    | 2,51%  |  |  |  |  |  |
| Válidos      | Válidos      | 1.667 | 97,49% |  |  |  |  |  |

### San Andrés del Rabanedo
- 21 concejales a elegir
- Alcalde saliente: Gregorio Chamorro - PP
- Alcaldesa electa: María Eugenia Gancedo - PSOE

|              |              |        |        |  |  |  |  |  |
| Censo        | Censo        | 25.249 | 100%   |  |  |  |  |  |
| Abstenciones | Abstenciones | 9.900  | 39,21% |  |  |  |  |  |
| Votantes     | Votantes     | 15.349 | 60,79% |  |  |  |  |  |
| Blancos      | Blancos      | 439    | 2,95%  |  |  |  |  |  |
| Nulos        | Nulos        | 485    | 3,16%  |  |  |  |  |  |
| Válidos      | Válidos      | 14.864 | 96,84% |  |  |  |  |  |

### Santa María del Páramo
- 11 concejales a elegir
- Alcalde saliente: Miguel Ángel del Egido - PP
- Alcaldesa electa: Alicia Gallego González - UPL

|              |              |       |        |  |  |  |  |  |
| Censo        | Censo        | 2.645 | 100%   |  |  |  |  |  |
| Abstenciones | Abstenciones | 625   | 23,63% |  |  |  |  |  |
| Votantes     | Votantes     | 2.020 | 76,37% |  |  |  |  |  |
| Blancos      | Blancos      | 48    | 2,43%  |  |  |  |  |  |
| Nulos        | Nulos        | 41    | 2,03%  |  |  |  |  |  |
| Válidos      | Válidos      | 2.604 | 97,97% |  |  |  |  |  |

### Santa Marina del Rey
- 11 concejales a elegir
- Alcalde saliente: Francisco Javier Álvarez - PSOE
- Alcalde electo: Francisco Javier Álvarez - PSOE

|              |              |       |        |  |  |  |  |  |
| Censo        | Censo        | 1.845 | 100%   |  |  |  |  |  |
| Abstenciones | Abstenciones | 394   | 21,36% |  |  |  |  |  |
| Votantes     | Votantes     | 1.451 | 78,64% |  |  |  |  |  |
| Blancos      | Blancos      | 19    | 1,33%  |  |  |  |  |  |
| Nulos        | Nulos        | 24    | 1,65%  |  |  |  |  |  |
| Válidos      | Válidos      | 1.427 | 98,35% |  |  |  |  |  |

### Sariegos
- 11 concejales a elegir
- Alcalde saliente: Ismael Lorenzana - PP
- Alcalde electo: Juan Llamazares - Ciudadanos

|              |              |       |        |  |  |  |  |  |
| Censo        | Censo        | 3.870 | 100%   |  |  |  |  |  |
| Abstenciones | Abstenciones | 1.140 | 29,46% |  |  |  |  |  |
| Votantes     | Votantes     | 2.730 | 70,54% |  |  |  |  |  |
| Blancos      | Blancos      | 80    | 2,99%  |  |  |  |  |  |
| Nulos        | Nulos        | 54    | 1,98%  |  |  |  |  |  |
| Válidos      | Válidos      | 2.676 | 98,02% |  |  |  |  |  |

### Toral de los Vados
- 11 concejales a elegir
- Alcalde saliente: Pedro Fernández - PSOE
- Alcalde electo: Pedro Fernández - PSOE

|              |              |       |        |  |  |  |  |  |
| Censo        | Censo        | 1.805 | 100%   |  |  |  |  |  |
| Abstenciones | Abstenciones | 385   | 21,33% |  |  |  |  |  |
| Votantes     | Votantes     | 1.420 | 78,67% |  |  |  |  |  |
| Blancos      | Blancos      | 21    | 1,49%  |  |  |  |  |  |
| Nulos        | Nulos        | 13    | 0,92%  |  |  |  |  |  |
| Válidos      | Válidos      | 1.407 | 99,08% |  |  |  |  |  |

### Toreno
- 11 concejales a elegir
- Alcalde saliente: Pedro Muñoz Fernández - PP
- Alcalde electo: Laureano González Álvarez - PSOE

|              |              |       |        |  |  |  |  |  |
| Censo        | Censo        | 3.022 | 100%   |  |  |  |  |  |
| Abstenciones | Abstenciones | 713   | 23,59% |  |  |  |  |  |
| Votantes     | Votantes     | 2.309 | 76,41% |  |  |  |  |  |
| Blancos      | Blancos      | 17    | 0,75%  |  |  |  |  |  |
| Nulos        | Nulos        | 46    | 1,99%  |  |  |  |  |  |
| Válidos      | Válidos      | 2.292 | 98,01% |  |  |  |  |  |

### Torre del Bierzo
- 11 concejales a elegir
- Alcalde saliente: Manuel Merayo - PP
- Alcalde electo: Gabriel Folgado Álvarez - CB

|              |              |       |        |  |  |  |  |  |
| Censo        | Censo        | 2.023 | 100%   |  |  |  |  |  |
| Abstenciones | Abstenciones | 496   | 24,52% |  |  |  |  |  |
| Votantes     | Votantes     | 1.527 | 75,48  |  |  |  |  |  |
| Blancos      | Blancos      | 36    | 2,41%  |  |  |  |  |  |
| Nulos        | Nulos        | 35    | 2,29%  |  |  |  |  |  |
| Válidos      | Válidos      | 1.492 | 97,71% |  |  |  |  |  |

### Valdefresno
- 11 concejales a elegir
- Alcalde saliente: José Pellitero - PSOE
- Alcalde electo: José Pellitero - PSOE

|              |              |       |        |  |  |  |  |  |
| Censo        | Censo        | 1.836 | 100%   |  |  |  |  |  |
| Abstenciones | Abstenciones | 500   | 27,23% |  |  |  |  |  |
| Votantes     | Votantes     | 1.336 | 72,77% |  |  |  |  |  |
| Blancos      | Blancos      | 31    | 2,36%  |  |  |  |  |  |
| Nulos        | Nulos        | 21    | 1,57%  |  |  |  |  |  |
| Válidos      | Válidos      | 1.315 | 98,43% |  |  |  |  |  |

### Valencia de Don Juan
- 13 concejales a elegir
- Alcalde saliente: Juan Martínez Majo - PP
- Alcalde electo: Juan Martínez Majo - PP

|              |              |       |        |  |  |  |  |  |
| Censo        | Censo        | 3.860 | 100%   |  |  |  |  |  |
| Abstenciones | Abstenciones | 984   | 25,49% |  |  |  |  |  |
| Votantes     | Votantes     | 2.876 | 74,51% |  |  |  |  |  |
| Blancos      | Blancos      | 53    | 1,90%  |  |  |  |  |  |
| Nulos        | Nulos        | 83    | 2,89%  |  |  |  |  |  |
| Válidos      | Válidos      | 2.793 | 97,11% |  |  |  |  |  |

d Respecto a los resultados del MASS en 2011, formación con la que concurrió el actual cabeza de lista de Ciudadanos.

### Valverde de la Virgen
- 13 concejales a elegir
- Alcalde saliente: David Fernández - PP
- Alcalde electo: David Fernández - PP

|              |              |       |        |  |  |  |  |  |
| Censo        | Censo        | 5.978 | 100%   |  |  |  |  |  |
| Abstenciones | Abstenciones | 2.440 | 40,82% |  |  |  |  |  |
| Votantes     | Votantes     | 3.538 | 59,18% |  |  |  |  |  |
| Blancos      | Blancos      | 91    | 2,63%  |  |  |  |  |  |
| Nulos        | Nulos        | 74    | 2,09%  |  |  |  |  |  |
| Válidos      | Válidos      | 3.464 | 97,91% |  |  |  |  |  |

### Vega de Espinareda
- 11 concejales a elegir
- Alcalde saliente: Santiago Rodríguez - PSOE
- Alcalde electo: Santiago Rodríguez - PSOE

|              |              |       |        |  |  |  |  |  |
| Censo        | Censo        | 2.102 | 100%   |  |  |  |  |  |
| Abstenciones | Abstenciones | 564   | 26,83% |  |  |  |  |  |
| Votantes     | Votantes     | 1.538 | 73,17% |  |  |  |  |  |
| Blancos      | Blancos      | 28    | 1,85%  |  |  |  |  |  |
| Nulos        | Nulos        | 28    | 1,82%  |  |  |  |  |  |
| Válidos      | Válidos      | 1.510 | 98,18% |  |  |  |  |  |

### Villablino
- 13 concejales a elegir (17 en 2011)
- Alcaldesa saliente: Ana Luisa Durán - PSOE
- Alcalde electo: Mario Rivas López - PSOE

|              |              |       |        |  |  |  |  |  |
| Censo        | Censo        | 8.228 | 100%   |  |  |  |  |  |
| Abstenciones | Abstenciones | 2.868 | 34,86% |  |  |  |  |  |
| Votantes     | Votantes     | 5.360 | 65,14% |  |  |  |  |  |
| Blancos      | Blancos      | 167   | 3,23%  |  |  |  |  |  |
| Nulos        | Nulos        | 187   | 3,49%  |  |  |  |  |  |
| Válidos      | Válidos      | 5.173 | 96,51% |  |  |  |  |  |

### Villafranca del Bierzo
- 11 concejales a elegir
- Alcaldesa saliente: Concepción López - PSOE
- Alcalde electo: José Manuel Pereira - PP

|              |              |       |        |  |  |  |  |  |
| Censo        | Censo        | 2.846 | 100%   |  |  |  |  |  |
| Abstenciones | Abstenciones | 904   | 31,76% |  |  |  |  |  |
| Votantes     | Votantes     | 1.942 | 68,24% |  |  |  |  |  |
| Blancos      | Blancos      | 33    | 1,74%  |  |  |  |  |  |
| Nulos        | Nulos        | 40    | 2,06%  |  |  |  |  |  |
| Válidos      | Válidos      | 1.902 | 97,94% |  |  |  |  |  |

e Respecto a los resultados del MASS en 2011, formación con la que concurrió el actual cabeza de lista de Ciudadanos.

### Villaquilambre
- 17 concejales a elegir
- Alcalde saliente: Manuel García - PP
- Alcalde electo: Manuel García - PP

|              |              |        |        |  |  |  |  |  |
| Censo        | Censo        | 14.328 | 100%   |  |  |  |  |  |
| Abstenciones | Abstenciones | 5.451  | 38,04% |  |  |  |  |  |
| Votantes     | Votantes     | 8.877  | 61,96% |  |  |  |  |  |
| Blancos      | Blancos      | 232    | 2,68%  |  |  |  |  |  |
| Nulos        | Nulos        | 223    | 2,51%  |  |  |  |  |  |
| Válidos      | Válidos      | 8.654  | 97,49% |  |  |  |  |  |

f Respecto a los resultados de Civiqus en 2011, formación absorbida por Ciudadanos.

### Villarejo de Órbigo
- 11 concejales a elegir
- Alcalde saliente: María Estrella Fernández - PP
- Alcalde electo: Joaquín Llamas Redondo - PSOE

|              |              |       |        |  |  |  |  |  |
| Censo        | Censo        | 2.659 | 100%   |  |  |  |  |  |
| Abstenciones | Abstenciones | 768   | 28.69% |  |  |  |  |  |
| Votantes     | Votantes     | 1.909 | 71,31% |  |  |  |  |  |
| Blancos      | Blancos      | 123   | 6.6%   |  |  |  |  |  |
| Nulos        | Nulos        | 46    | 2.41%  |  |  |  |  |  |
| Válidos      | Válidos      | 1.863 | 97,59% |  |  |  |  |  |

## Elección de Presidentes de Juntas Vecinales
Los tradicionales concejos leoneses, han pervivido hasta nuestros días y se les ha otorgado el reconomciento administrativo a través de la figura de la Entidad Local Menor, gestionadas por una Junta Vecinal. Actualmente existen 1.231 entidades locales menores en la provincia.
Aparte de las competencias que la legislación estatal y autonómica les reconocen, en León gestionan buena parte de la masa forestal, los cotos de caza e incluso el abastecimiento de aguas de sus poblaciones.
La toma de decisiones en concejo abierto no está reconocida por la ley pero se sigue usando, como órgano de control y fiscalización de la Junta Vecinal.
La Junta Vecinal está encabezada por un Presidente o Pedáneo, elegido mediante escrutinio directo y mayoritario a una vuelta. Las Entidades con población inferior a 250 habitantes tienen dos vocales en su Junta Vecinal y las que superan esta cifra población cuatro.
La Junta Vecinal en las poblaciones de menos de 250 habitantes la integran el presidente electo, su suplente y el segundo candidato más votado. En caso de que no hubiera otra candidatura, corresponde al presidente nombrar un vocal. Si la población supera los 250 habitantes, constituyen la junta vecinal el presidente electo, su suplente, el segundo candidato más votado y dos vocales nombrados y separados libremente por el presidente.
Para la elección se utiliza una única papeleta que contiene toda la relación de candidatos y sus respectivos suplentes, debiendo el elector marcar con una X la casilla adjunta al nombre del candidato elegido. Tanto la papeleta como su sobre son de color verde claro.

### Resultados en los principales municipios
Las tres Juntas Vecinales del municipio de León, Armunia, Trobajo del Cerecedo y Oteruelo de la Valdoncina, tendrán por presidente al candidato del PSOE.
En el municipio de Ponferrada los presidentes de sus Juntas Vecinales se reparten de la siguiente forma:
- PP: Dehesas, Fuentesnuevas, San Andrés de Montejos, Santo Tomás de las Ollas, Toral de Merayo, Valdefrancos, Villanueva de Valdueza y San Lorenzo.
- CpB: Columbrianos, Montes de Valdueza, San Esteban de Valdueza, Otero y San Cristóbal de Valdueza.
- USE Bierzo: Bouzas, Rimor y San Clemente de Valdueza.
- Independiente: Peñalba de Santiago.

## Elección de la Diputación Provincial
De acuerdo con el Título V de la Ley Orgánica 5/1985, de 19 de junio, del Régimen Electoral General los diputados provinciales son electos indirectamente por los concejales. Por la población de la provincia, la Diputación de León está integrada por 25 diputados.
Actúan como circunscripciones electorales para la elección de diputados los Partidos Judiciales existentes en 1979, y a cada partido judicial le corresponde elegir el siguiente número de diputados:
| Partido judicial | Diputados a elegir (2015) |
| Astorga          | 2                         |
| La Bañeza        | 1                         |
| Cistierna        | 1                         |
| León             | 13                        |
| Ponferrada       | 7                         |
| Sahagún          | 1                         |
| ---------------- | ------------------------- |

- Composición, a marzo de 2015, de la Diputación electa en 2011[95]

| Grupo                | Diputados |
| PP                   | 14        |
| PSOE                 | 7         |
| No Adscritos ex PSOE | 2         |
| UPL                  | 1         |
| No Adscritos ex PP   | 1         |
| -------------------- | --------- |

### Resultados globales
- 25 diputados a elegir
- Presidente saliente: Emilio Orejas, alcalde de Valdelugueros - PP
- Presidente electo: Juan Martínez Majo, alcalde de Valencia de Don Juan - PP

| Lista      | Votos  | Concejales | Diputados | Variación |
| PP         | 88.796 | 741        | 13        | 2         |
| PSOE       | 79.124 | 570        | 8         | 1         |
| Ciudadanos | 19.654 | 35         | 1         | 1         |
| UPL        | 15.768 | 128        | 1         | 0         |
| IU         | 18.685 | 50         | 1         | 1         |
| CpB        | 7.847  | 39         | 1         | 1         |
| ---------- | ------ | ---------- | --------- | --------- |

### Resultados por partido judicial
- Astorga

| Lista | Votos | Concejales | Diputados | Variación | Electos                  |
| PP    | 9.408 | 97         | 1         | 0         | José Miguel Nieto García |
| PSOE  | 8.048 | 85         | 1         | 0         | Joaquín Llamas Redondo   |
| ----- | ----- | ---------- | --------- | --------- | ------------------------ |

- La Bañeza

| Lista | Votos | Concejales | Diputados | Variación | Electos                |
| PP    | 8.729 | 135        | 1         | 0         | Miguel Ángel del Egido |
| ----- | ----- | ---------- | --------- | --------- | ---------------------- |

- Cistierna

| Lista | Votos | Concejales | Diputados | Variación | Electos          |
| PP    | 2.882 | 49         | 1         | 0         | Francisco García |
| ----- | ----- | ---------- | --------- | --------- | ---------------- |

- León

| Lista      | Votos  | Concejales | Diputados | Variación | Electos |
| PP         | 43.807 | 269        | 6         | 1         | Juan Martínez Majo, Emilio Orejas, Francisco Castañón, Miguel Ángel Fernández, Manuela García, Genaro Martínez |
| PSOE       | 34.593 | 186        | 4         | 1         | Luis Rodríguez Alller, Santiago Dorado, Teresa Gutiérrez, José Pellitero                                       |
| Ciudadanos | 13.822 | 21         | 1         | 1         | Juan Carlos Fernández                                                                                          |
| UPL        | 10.633 | 63         | 1         | 0         | Matías Llorente                                                                                                |
| IU         | 10.978 |            | 1         | 1         | Miguel Flecha                                                                                                  |
| ---------- | ------ | ---------- | --------- | --------- | --- |

- Ponferrada

| Lista | Votos  | Concejales | Diputados | Variación | Electos                                       |
| PSOE  | 25.664 | 156        | 3         | 0         | Pedro Fernández, Alider Presa, Pilar Poncelas |
| PP    | 21.505 | 127        | 3         | 1         | Alfonso Arias, Raúl Valcarce, Ángel Calvo     |
| CpB   | 7.847  | 39         | 1         | 1         | Pedro Muñoz Fernández                         |
| ----- | ------ | ---------- | --------- | --------- | --------------------------------------------- |

- Sahagún

| Lista | Votos | Concejales | Diputados | Variación | Electos           |
| PP    | 2.465 | 64         | 1         | 0         | Lupicinio Rodrigo |
| ----- | ----- | ---------- | --------- | --------- | ----------------- |

## Elección del Consejo Comarcal del Bierzo
La ley autonómica 17/2010, de modificación de la ley de creación de la Comarca del Bierzo, modificó el sistema electoral para la elección de los miembros del Consejo Comarcal del Bierzo, estableciendo un sistema idéntico al utilizado para la elección de las diputaciones provinciales. En la propia ley se establecen como circunscripciones electorales las zonas geográficas que figuran a continuación:
| Zona geográfica  | Municipios | Consejeros a elegir (2015) |
| Ancares-Sil      | Berlanga del Bierzo, Candín, Fabero, Palacios del Sil, Páramo del Sil, Peranzanes, Toreno y Vega de Espinareda   | 4                          |
| Bierzo Alto      | Bembibre, Castropodame, Congosto, Folgoso de la Ribera, Igüeña, Molinaseca, Noceda del Bierzo y Torre del Bierzo | 5                          |
| Bierzo Central   | Arganza, Cabañas Raras, Cacabelos, Camponaraya, Carracedelo, Cubillos del Sil, Sancedo y Toral de los Vados      | 5                          |
| Cabrera-Suroeste | Benuza, Borrenes, Carucedo, Priaranza del Bierzo, Puente de Domingo Flórez y Sobrado                             | 2                          |
| Bierzo Oeste     | Balboa, Barjas, Corullón, Oencia, Trabadelo, Vega de Valcarce y Villafranca del Bierzo                           | 2                          |
| Ponferrada       | Ponferrada | 9                          |
| ---------------- | --- | -------------------------- |

- Composición, a marzo de 2015, del Consejo Comarcal electo en 2011[99]

| Grupo                | Consejeros |
| PP                   | 13         |
| PSOE                 | 9          |
| No Adscritos ex PSOE | 3          |
| IAP                  | 2          |
| -------------------- | ---------- |

### Resultados globales
- 27 consejeros a elegir

- Presidente saliente: Alfonso Arias, alcalde de Molinaseca - PP.[101]

- Presidente electo: Gerardo Álvarez Courel, concejal de Bembibre - PSOE

| Lista       | Votos  | Consejeros | Variación |
| PSOE        | 23.717 | 12         | 0         |
| PP          | 21.077 | 9          | 4         |
| CpB         | 7.841  | 2          | 2         |
| USE Bierzo  | 6.013  | 2          | 2         |
| En Común-IU | 4.737  | 1          | 1         |
| Ciudadanos  | 4.063  | 1          | 1         |
| ----------- | ------ | ---------- | --------- |

### Resultados por zona geográfica
- Ancares - Sil

| Lista | Votos | Concejales | Consejeros | Variación |
| PSOE  | 4.544 | 38         | 3          | 1         |
| PP    | 2.242 | 22         | 1          | 1         |
| ----- | ----- | ---------- | ---------- | --------- |

- Bierzo Alto

| Lista | Votos | Concejales | Consejeros | Variación |
| PP    | 4.689 | 33         | 2          | 1         |
| PSOE  | 4.258 | 28         | 2          | 0         |
| CpB   | 1.771 | 11         | 1          | 1         |
| ----- | ----- | ---------- | ---------- | --------- |

- Bierzo Central

| Lista | Votos | Concejales | Consejeros | Variación |
| PSOE  | 5.655 | 41         | 3          | 0         |
| PP    | 3.761 | 23         | 2          | 0         |
| ----- | ----- | ---------- | ---------- | --------- |

- Cabrera - Suroeste

| Lista | Votos | Concejales | Consejeros | Variación |
| PP    | 1.473 | 22         | 1          | 0         |
| PSOE  | 951   | 15         | 1          | 0         |
| ----- | ----- | ---------- | ---------- | --------- |

- Bierzo Oeste

| Lista | Votos | Concejales | Consejeros | Variación |
| PSOE  | 1.541 | 21         | 1          | 0         |
| PP    | 1.379 | 19         | 1          | 0         |
| ----- | ----- | ---------- | ---------- | --------- |

- Ponferrada

| Lista        | Votos | Concejales | Consejeros | Variación |
| PP           | 7.533 | 7          | 2          | 2         |
| PSOE         | 6.766 | 6          | 2          | 1         |
| USE Bierzo   | 6.013 | 5          | 2          | 2         |
| Ciudadanos   | 2.998 | 2          | 1          | 1         |
| CpB          | 2.896 | 2          | 1          | 1         |
| En Común: IU | 2.522 | 2          | 1          | 1         |
| ------------ | ----- | ---------- | ---------- | --------- |